# ولشنباخ
ولشنباخ (به آلمانی: Welschenbach) یک شهر در آلمان است که در ماین-کبلنتس واقع شده‌است. ولشنباخ ۴۶ نفر جمعیت دارد.